# Авдеев, Михаил Иванович
Михаи́л Ива́нович Авде́ев (16 ноября 1901, Вязьма, Смоленская губерния — 1978) — советский военный медик и педагог, полковник медицинской службы, доктор медицинских наук, профессор, член-корреспондент АМН СССР (1957). Заслуженный деятель науки РСФСР (1962).

## Биография
В 1918 году окончил гимназию 1-го Московского общества родителей учащихся и поступил на медицинский факультет 1-го Московского государственного университета. С февраля 1919 г. до весны 1921 г. работал братом милосердия в Ермаковском госпитале. В 1920 году — санитар московского Военно-санитарного дезинфекционного отряда.
После окончания университета в 1923 году был оставлен на кафедре судебной медицины сверхштатным научным сотрудником. C 1923 по 1941 год, с перерывами, работал по совместительству городским судебно-медицинским экспертом в Московской городской судебно-медицинской экспертизе.
В феврале 1924 года призван в Красную Армию и направлен на Туркестанский фронт, где участвовал в боях с басмачами. В 1925 году — младший врач Туркестанского стрелкового полка. В декабре 1925 года демобилизован из армии с должности старшего врача полка.
Вернулся на кафедру судебной медицины МГУ на прежнее место работы. В 1926—1929 гг. был аспирантом, в 1929—1931 гг. — сверхштатным ассистентом кафедры.
С 1930 года начал читать курс судебной медицины в Московском юридическом институте (до 1940 года).
В 1931 году перешёл на работу ассистентом кафедры патологической анатомии 1-го Московского медицинского института, где проработал до 1940 года под руководством крупного учёного—патологоанатома, профессора, действительного члена АМН СССР А. И. Абрикосова. Одновременно был заместителем декана института.
С 1936 года преподавал во Всесоюзной правовой академии, на военном факультете, реорганизованном в Военно-юридическую академию. В академии прослужил до 1954 года — профессором, затем начальником кафедры криминалистики и судебной медицины.
Перед Великой Отечественной войной был вновь призван в армию. Преподавал в Военно-юридической академии, был помощником главного патологоанатома Красной Армии.
В 1942 году вступил в ВКП(б).
С 1943 г. по 1970 год — Главный судебно-медицинский эксперт Красной Армии и Министерства обороны СССР, начальник Центральной судебно-медицинской лаборатории КА МО СССР.
С 1947 по 1967 год преподавал в Высшей школе КГБ.
19 апреля 1957 года избран член-корреспондентом АМН СССР.
Указом Президиума Верховного Совета РСФСР от 5 февраля 1962 года М. И. Авдееву за большие заслуги в области судебной медицины и многолетнюю педагогическую деятельность присвоено почётное звание Заслуженного деятеля науки РСФСР.
В 1970 году ушёл в отставку в звании полковника медицинской службы. После увольнения из армии работал старшим научным сотрудником Института государства и права АН СССР.

## Звания и награды
- Заслуженный деятель науки РСФСР (1962)
- Орден Красной Звезды
- Орден «Знак Почёта»
- Орден Золотой крест за заслуги (Польша)
- Медали